# 儒格SR系列手枪
儒格SR系列手枪由美国儒格-斯特姆公司制造。其握把厚度仅3厘米，可能是市场上最薄的双排弹匣手枪。儒格公司推荐SR系列手枪用于执法人员的备用／隐藏和平民隐藏携带。自从2007年推出后，已经占据一定的市场份额。

## 研发
在公元2000年左右，隐藏携带用手枪市场开始火爆。这样的手枪一般需要有这样的特色：小、薄、轻（得益于大量使用高强度工程塑料），哑光的不锈钢套筒，高可视瞄准具或夜间可视瞄准具，人机工程良好，左右手均可操作的保险开关及退弹匣按钮。儒格推出的SR系列手枪基本上达到了这些要求。

## 设计细节
SR9是儒格公司设计并制造的第一款大口径擊鐵发火手枪。它采用与格洛克手槍的“安全枪机”类似的预设扳机。这种设计下，擊鐵在套筒循环中已部分扳起；扳动扳机到底则会全部扳起擊鐵并释放。出于安全考量，中长距离且厚重的扳动扳机动作非常适合执法和自卫使用。SR9和SR9C使用相同的扳机组。Gunblast网站列出的扳机拉动距离为9.5毫米；SR9的扳机拉动力量为30牛顿（6.6磅）；SR9C的扳机拉动力量为23牛顿（5.2磅）。

## 各种型号

### SR9
於 2007年10 月開始出貨，是 Ruger SR 系列的第一款型號。全尺寸的SR9配備9×19公釐帕拉貝倫彈，並配備兩個17發齊平式彈匣和一個裝載工具。SR9 的經濟版9E於 2014 年發布。

### SR9c
於2010年1月開始發貨。與SR9相比，SR9c更輕且尺寸更小，但握把寬度與全尺寸SR9相同，緊湊型版本也有手動保險裝置、可調節後準星和更新的扳機。

### SR40
於 2010年10 月開始向經銷商發貨。全尺寸的SR40配備.40 S&W，彈匣可容納 15 發子彈，附帶兩個 15 發齊平式彈匣和一個裝載工具。SR40的基本整體尺寸和槍管長度與SR9相同，但不銹鋼滑塊經過改進，比 SR9 的滑塊寬0.060英寸（1.5毫米）。根據儒格的說法，SR40滑塊的質量增加可降低騎行期間的滑塊速度，以幫助減少後坐力並增加使用壽命。

### SR40c
於 2011年6 月開始發貨。就像SR9c是SR9的緊湊型一樣，SR40c是SR40的緊湊型版本。它在尺寸上等於SR9c；並且與SR40與SR9不同，它的重量也相同。SR40c標配一個帶有可選擴展底板的9發彈匣，以及一個帶有可拆卸套筒的全尺寸15發SR40彈匣。在禁止大容量彈匣的州份，配備兩個9發彈匣和兩個擴展底板。

### SR22
儒格SR系列手枪的最新型号，在2012年1月2日推出。其外观、结构与中央发火的SR系列手枪有较大的区别。

### SR1911
於2013年1月發布，配備 .45 ACP。容量為10+1發。

## 召回风波
在2008年4月9日，儒格对儒格SR9手枪发出了产品召回通告。公示原因为：如果手枪在保险处于“开火”状态掉落（无扣扳机动作），在某些情况下，手枪可能会击发已上膛的子弹。
儒格重新设计了扳机结构、新增了一些安全机制来解决上述问题。SR系列手枪的新扳机结构与格洛克手槍的扳机相似。
须召回的产品生产于2007年10月与2008年4月之间，儒格承诺对这些产品进行免费更新。序列号在330-30000以上的产品已经有更新后的扳机结构。